# 強納森·路克羅伊
強納森·查爾斯·路克羅伊（英語：Jonathan Charles Lucroy，1986年6月13日—），為前美國職棒大聯盟的捕手。他先前曾效力於釀酒人、遊騎兵、洛磯、運動家、天使、小熊、紅襪、國民與勇士等隊。
2007年美國職棒大聯盟選秀，釀酒人在第3輪挑選路克羅伊。他於2010年登上大聯盟。2014年，他入選明星賽並拿下防守聖經獎。2016年再度入選明星賽。

## 職業生涯

### 密爾瓦基釀酒人
2010年5月21日，路克羅伊登上大聯盟，首打席就擊出安打。該季他打擊率為2成53。他在下半季成為隊上主力捕手，他接捕655局只出現一次捕逸。不過其實他對於自己菜鳥年的表現不是很滿意。儘管如此，球隊還是很看好他的表現。
2011年，他因為右手小拇指受傷缺席前10場比賽。剩餘球季則穩定出賽，該季他打擊率2成65，12轟59分打點。
2012年球季開打前，他與球隊簽下5年1300萬美元的延長合約，他在第6年有跳脫合約的權利。5月，他被掉落的行李箱砸中手而進入傷兵名單。
2012年5月20日及8月30日，路克羅伊分別面對雙城隊與小熊隊都締造了單場7分打點的紀錄。他成為1920年打點列入大聯盟正式紀錄後，第一位單季2次達成單場7分打點的捕手。該季他打擊率3成20，12轟58分打點。
2013年，釀酒人主將萊恩·布勞恩因使用禁藥遭到禁賽。路克羅伊的出賽機會大增，他甚至開始守一壘，捕手位置交給Martin Maldonado。該年他打擊率2成80，18轟為生涯新高。
2014年，路克羅伊入選明星賽，他取代受傷的雅迪爾·莫里納成為明星賽先發捕手。他在明星賽擊出2支二壘安打，成為大聯盟第二位達成此創舉的捕手。
2014年9月27日，他以捕手身分擊出第46支二壘安打，打破了由伊凡·羅德里奎茲保持的單季45支二壘安打的捕手紀錄。
2014年球季，他的打擊率為3成01，13轟69分打點。53支二壘安打為國聯最高。他在國聯MVP票選中排名第四。
2015年4月20日，他因為腳趾受傷進入傷兵名單。6月1日重返球場。
2016年，他第二度入選明星賽。

### 德州遊騎兵
2016年7月30日，釀酒人將路克羅伊、Jeremy Jeffress交易至遊騎兵隊，換來路易斯·布林森、Luis Ortiz及Ryan Cordell。

### 科羅拉多洛磯
2017年7月30日，遊騎兵將路克羅伊交易至運動家隊，換來一名日後指定球員。8月24日，遊騎兵得到Pedro Gonzalez。

### 奧克蘭運動家
2018年3月12日，路克羅伊與運動家隊簽下1年650萬美元的合約。4月21日，尚恩·馬奈亞面對紅襪隊投出了無安打比賽，其搭配的捕手正是路克羅伊。
該年，他打擊率2成41，4轟51分打點。該季總共有72名跑者在他接捕時發動盜壘。他的防守率9成90為大聯盟捕手最低，另外他單季10次失誤及83次助殺為大聯盟最高。

### 洛杉磯天使
2018年12月29日，路克羅伊與天使隊簽下1年335萬美元的合約。
2019年7月7日，太空人的傑克·馬瑞斯尼克與路克羅伊在本壘發生嚴重碰撞。最後路克羅伊提前退場，他也在此事件後發生腦震盪等後遺症。8月2日，他遭到球隊指定轉讓。並於8月5日遭到釋出。

### 芝加哥小熊
2019年8月7日，被釋出的路克羅伊隨即與小熊簽約。並待到球季結束後成為自由球員。

### 波士頓紅襪
2020年2月19日，路克羅伊以小聯盟約加入紅襪隊，並順利受邀參加大聯盟春訓。6月28日，春訓因疫情影響而推遲舉行，不過路克羅伊並未在名單之中。最後他在紅襪隊只出賽2局，就在7月29日被指定讓渡。9月15日，路克羅伊成為自由球員。

### 費城費城人
被釋出之後，路克羅伊加入了費城人。後來他在同年11月2日成為自由球員。

### 芝加哥白襪
2021年2月4日，路克羅伊以小聯盟合約加入了白襪隊。不過他在3月29日遭到白襪隊釋出。

### 華盛頓國民
2021年4月3日，路克羅伊加盟國民隊。他在4月6日進入40名單當中，並在當天重返大聯盟。4月12日，他被球團放進指定讓渡名單內，兩天之後成為自由球員。

### 亞特蘭大勇士
5月14日，崔維斯·達諾德受傷，加上泰勒·弗勞爾斯宣布退休，因此勇士在5月15日與路克羅伊簽下小聯盟約。他只在勇士出賽2場比賽，打回一分打點。7月17日，勇士透過交易換來史蒂芬·沃特，於是將路克羅伊給指定讓渡。在拒絕被下放3A的情況下，路克羅伊成為自由球員。2021年國家聯盟分區賽第二場，路克羅伊還受邀擔任開球嘉賓。

## 國際賽
2017年世界棒球經典賽，路克羅伊代表美國隊出賽。該年美國隊擊敗波多黎各拿下冠軍。

## 外部連結
- 球員資訊和成績在MLB ，ESPN ，Retrosheet ，Baseball Reference ，Baseball Reference (Minors) ，Fangraphs ，The Baseball Cube （英文）
- 強納森·路克羅伊的X（前Twitter）
- 強納森·路克羅伊在台灣棒球維基館上的頁面（繁體中文）